# Alberto Galateo
Alberto Luis Galateo (Santa Fe, 4 de marzo de 1912-Buenos Aires, 26 de febrero de 1961) fue un futbolista argentino.

## Trayectoria
Comenzó su carrera jugando para Colón en 1930, pasando a Unión al año siguiente, y permaneciendo hasta 1933, luego pasó a Nacional de Rosario en 1934. Mientras jugaba como delantero para Unión, fue convocado por el director técnico de la selección argentina, Filippo Pascucci, para jugar la Copa Mundial de Fútbol de 1934. En el Mundial le marcó un gol a Suecia.
Continuó su carrera en la Liga Profesional Argentina en 1935, en el Club Atlético Huracán de Parque Patricios (Buenos Aires). Allí jugó 32 partidos e hizo 9 goles entre 1935 y 1937. En 1938 pasó a Chacarita Juniors, donde jugó 22 partidos (5 goles), y en 1939 jugó 1 partido en Racing Club de Avellaneda. En 1943 jugó en la Segunda División del fútbol argentino, en el Club Atlético Colegiales, jugando 12 partidos y marcando 1 gol.

## Clubes
| Club                         | País      | Periodo   |
| ---------------------------- | --------- | --------- |
| Club San Lorenzo (Santa Fe)  | Argentina | 1929      |
| Colón                        | Argentina | 1930-1931 |
| Unión                        | Argentina | 1931-1932 |
| Nacional (Santa Fe)          | Argentina | 1933-1934 |
| Unión                        | Argentina | 1934      |
| Argentino (Rosario)          | Argentina | 1934      |
| Unión                        | Argentina | 1935      |
| Huracán                      | Argentina | 1935-1937 |
| Unión                        | Argentina | 1937      |
| Chacarita Juniors            | Argentina | 1938      |
| E. C. Bahia                  | Brasil    | 1939      |
| Racing Club                  | Argentina | 1939      |
| Unión                        | Argentina | 1940      |
| Sportivo Candioti (Santa Fe) | Argentina | 1941-1942 |
| Colegiales                   | Argentina | 1943      |

### Participaciones en Copas del Mundo
| Mundial                        | Sede   | Resultado    | Partidos | Goles |
| ------------------------------ | ------ | ------------ | -------- | ----- |
| Copa Mundial de Fútbol de 1934 | Italia | Primera fase | 1        | 1     |

## Palmarés
| Título                              | Club              | País      | Año  |
| ----------------------------------- | ----------------- | --------- | ---- |
| Federación Santafesina de Foot-Ball | Colón             | Argentina | 1930 |
| Liga Santafesina de Fútbol          | Unión             | Argentina | 1932 |
| Torneo Preparación                  | Unión             | Argentina | 1937 |
| Liga Santafesina de Fútbol          | Unión             | Argentina | 1940 |
| Liga Santafesina de Fútbol          | Sportivo Candioti | Argentina | 1941 |

## Muerte
Alberto Galateo murió asesinado por su hijo mayor David José, tras una disputa familiar en la que intentó asesinar a su esposa con un cuchillo. David salió en defensa de su madre, matando al exfutbolista de un disparo de arma de fuego.